# Митропольський Олексій Юрійович
Олексі́й Ю́рійович Митропольський (* 7 квітня 1942, Алма-Ата — 5 березня 2021, Київ) — український геолог, доктор геолого-мінералогічних наук, член-кореспондент НАН України. Син академіка НАН України Ю. Митропольського.

## Життєпис
Походить з родини службовця; закінчив геологічний факультет Київського державного університету ім. Т. Г. Шевченка — «геологічне знімання та пошуки родовищ корисних копалин», 1965 року працює техніком-геологом на Приполярному Уралі.
З 1968 — в Інституті геологічних наук АН УРСР, 1971 року захистив кандидатську, 1989 — докторську дисертації.
Був ініціатором — разом з Яковом Бєлєвцевим і Євгеном Шнюковим проведеної в 1978—1979 роках Першої спеціалізованої геолого-геофізичної (металогенічної) експедиції до Індійського океану на науковому судні «Академік Вернадський».
1987 року — завідувач відділу сучасного морського седиментогенезу Інституту геологічних наук АН УРСР, з 1991 року — професор, з 1992 — заступник директора з наукової роботи, голова відділення геології океанів і морів Інституту геологічних наук НАН України, 2003 рік — член-кореспондент Національної академії наук України.
Починаючи 1984 роком бере участь в чотирьох спеціалізованих геолого-геофізичних експедиціях до шельфу і континентального схилу Гвінеї, по їх вислідках для регіону Західної Африки вперше створено геолого-геофізичний атлас економічної зони Гвінейської Республіки.
Його праці стосуються широкого кола наукових проблем у галузях геохімії та гідрохімії донних відкладів, морської геології, седиментології, геоекології, ландшафтознавства, досліджує визначення стану забруднення морських акваторій.
Разом з А.Бабинцем і В. Ємельяновим започаткував напрями — морську гідрогеологію, морську інженерну геологію, морську геоекологію.
В 1989—1994 — професор кафедри морської геології — філії кафедри загальної геології Київського державного університету ім. Т. Г. Шевченка.
У 1986 році як лектор ЮНЕСКО читав курс лекцій для слухачів 8 країн Західної Африки.
1996 року обраний членом Московської Академії педагогічних та соціальних наук. 1998 — дійсний член Петербурзької Міжнародної академії наук екології, безпеки людини і природи.
У 2000-10 роках викладав курси «Геологія океанів і морів» та «Основи екології» на кафедрі загальної та історичної геології геологічного факультету КНУ.
Автор близько 400 друкованих праць, з них 13 монографій.
Підготував 4 докторів і 18 кандидатів наук.

## Відзнаки
Заслужений діяч науки і техніки України, нагороджений кількома медалями, 1985 — лауреат премії імені В. І. Вернадського АН УРСР, 1986 та 2002 років нагороджений почесними грамотами Президії НАН України, 1987 — грамотою Секретаріату з науки та досліджень Гвінейської Республіки, 2000 — лауреат Державної премії України в галузі науки і техніки, 2002 — премією імені М. І. Іванюти.